# اهداف تجاری
هدف تجاری به اهداف بلندمدت و جامع یک سازمان بازرگانی اشاره دارد و دلیل آن برای وجود و تعهد خاص آن نسبت به دنیای اطراف را تبیین می‌کند.بیانیه هدف تجاری به عنوان یک یادآوری مثبت از هویت اصلی سازمان به کارکنان، مشتریان و سایر ذینفعان عمل می‌کند:
زمینه مشترکی که آنها را قادر سازد تا روی وظایف خاص خود تمرکز کنند در حالی که درمی‌یابند کاری که انجام می‌دهند بخشی از یک تلاش گسترده‌تر و  ارزشمند اجتماعی است.
در کنار هنجارهای تثبیت شده، هدف جزء اساسی اخلاق تجارت است و ارتباط نزدیکی با بیانیه‌های شرکتی مانند بیانیه چشم‌انداز، بیانیه مأموریت و بیانیه ارزش‌ها دارد.
یک دیدگاه ساده اما قابل بحث، مدعی است که هدف تجاری ممکن است به یکی از دو شکل وجود داشته باشد:
1. هدف فعلی، یا مأموریت
2. هدف آینده، یا چشم‌انداز[۷] [۸][۹]

## نمونه‌هایی از اهداف تجاری
به عنوان مثال ، موارد زیر می توانند اهداف تجاری یک کسب و کار باشند :
- افزایش درآمد در طی دو سال آینده به میزان x درصد
- کاهش x درصدی هزینه‌های تولید طی سه سال آینده
- افزایش آگاهی کلی از برند
- افزایش سهم کسب و کار در بازار
- راه اندازی چند دفتر جدید
- استخدام x کارمند جدید
- توسعه و عرضه x محصول جدید[۱۰]